# Urszula Plenkiewicz
Urszula Plenkiewicz z domu Głowacka, ps. „Urka“ (ur. 15 czerwca 1921 w Warszawie, zm. 24 stycznia 2021 we Wrocławiu) – polska harcerka, łączniczka Armii Krajowej, podporucznik Wojska Polskiego. Jedna z bohaterek książki Kamienie na szaniec, Sprawiedliwa wśród Narodów Świata.

## Życiorys
Urodziła się 15 czerwca 1921 roku w Warszawie, jej ojcem był starszy przodownik Policji Państwowej Feliks Głowacki, ofiara zbrodni katyńskiej. Uczęszczała do X Gimnazjum i Liceum im. Królowej Jadwigi w Warszawie, gdzie w 1935 roku została harcerką 14 Warszawskiej Żeńskiej Drużyny Harcerskiej prowadzonej przez Annę Zawadzką. Jej bliskimi przyjaciółmi byli Tadeusz Zawadzki i Jan Bytnar. W 1939 roku zdała maturę.
Po wybuchu wojny zaangażowała się w pomoc Polakom uciekającym z zachodniej części kraju przed inwazją niemiecką – jako pielęgniarka pełniła dyżur w schronisku dla uchodźców, zorganizowanym w gmachu szkoły. Uczestniczyła też później w prowadzeniu tajnych kompletów licealnych. Wraz z Zawadzkim i Bytnarem należała do pierwszej grupy małego sabotażu na Mokotowie, a później do organizacji Wawer. W jej mieszkaniu odbywały się konspiracyjne spotkania. Była też łączniczką w Biurze Informacji i Propagandy Komendy Głównej ZWZ-AK.
Podczas okupacji pomogła szkolnej koleżance, która uciekła z getta. Ukryła ją w swoim domu, po czym załatwiła dla niej fałszywe dokumenty oraz pracę na wsi. W 1994 roku otrzymała za to tytuł Sprawiedliwej wśród Narodów Świata.
Aresztowana 3 listopada 1942 roku i przetrzymywana na Pawiaku, 27 listopada wywieziona do obozu koncentracyjnego Auschwitz-Birkenau, gdzie otrzymała numer 25985. W styczniu 1945 roku przeżyła marsz śmierci z Oświęcimia do Wodzisławia. Po wojnie zamieszkała we Wrocławiu, gdzie zmarła 24 stycznia 2021 roku jako ostatnia przedwojenna harcerka i najstarsza maturzystka Liceum im. Królowej Jadwigi w Warszawie. 
Pochowana została na cmentarzu parafialnym Świętej Rodziny przy ulicy Smętnej we Wrocławiu.

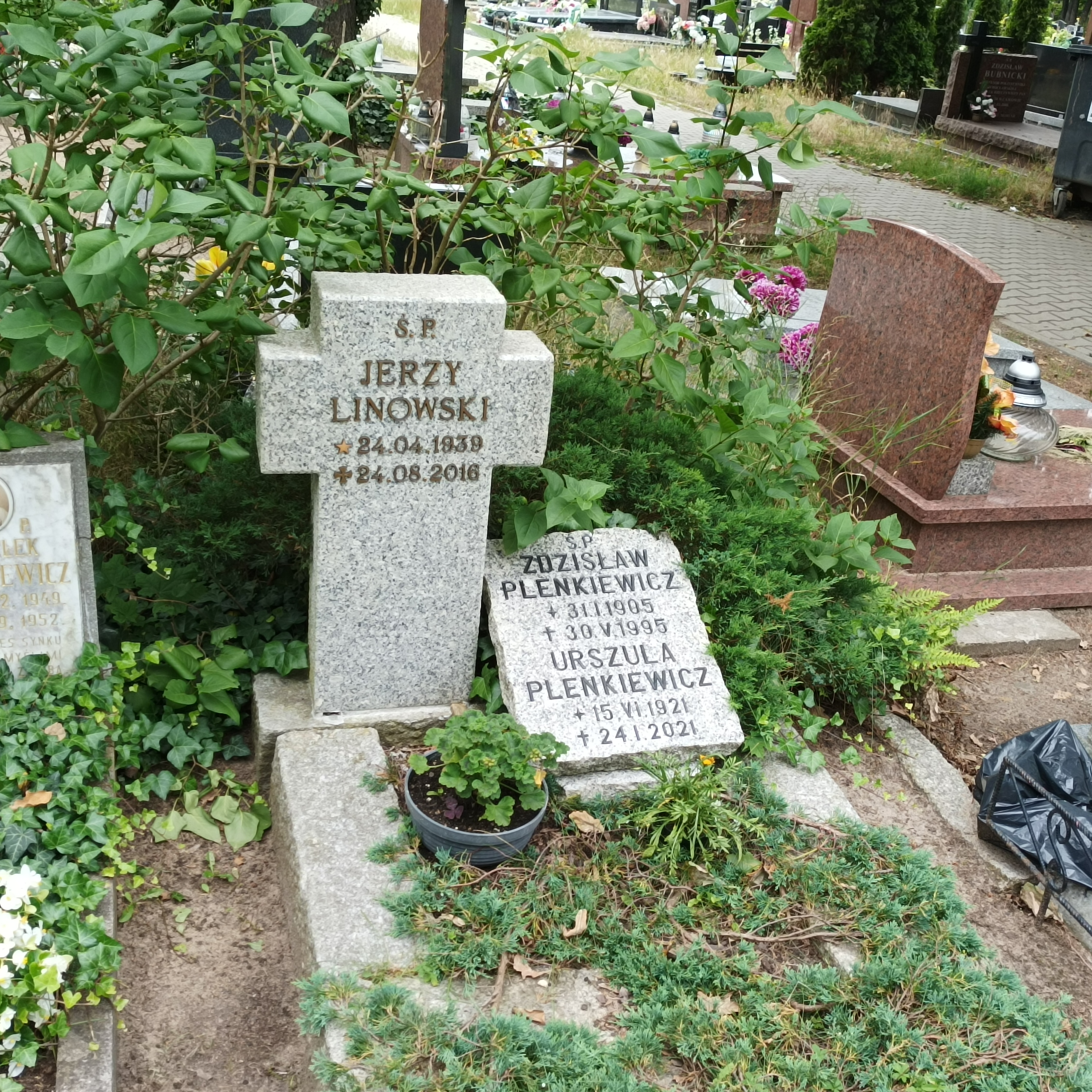
Grób Urszuli Plenkiewicz na Cmentarzu Świętej Rodziny we Wrocławiu

## Odznaczenia
Została uhonorowana następującymi odznaczeniami:
- Sprawiedliwy wśród Narodów Świata (1994)
- Krzyż Kawalerski Orderu Odrodzenia Polski
- Krzyż Armii Krajowej
- Krzyż Oświęcimski